# گوماند شاپور (کشته‌شده به دست واساک مامیکونیان)
گوماند شاپور یکی از فرماندهان ایرانی شاهنشاه شاپور دوم ساسانی (حک. ۳۰۹–۳۷۹) بود. به گفتهٔ پاوستوس بوزاند گوماند شاپور پس از شکست وهریز، سردار ایرانی، از واساک مامیکونیان، فرمانده ارمنی، به دستور شاهنشاه با ۹۰۰٬۰۰۰ نیرو به ارمنستان فرستاده شد. این نیروها به رهبری مروژان آرتسرونی به سرعت ارمنستان را تصرف کردند اما گوماند در طی حمله کشته شد. سپس سپاهیان ارمنی سپاهیان ایران را گروه گروه و نابود کردند. او ممکن است با گوماند شاپور دیگری که در دهه‌های بعدی در دربار ساسانیان فعال بود، یکسان باشد.